# The Odd Couple (filme)
The Odd Couple (bra: Um Estranho Casal) é um filme estadunidense de 1968, do gênero comédia dramática, dirigido por Gene Saks, com roteiro de Neil Simon baseado em sua peça teatral homônima.
O filme seria adaptado para uma série de televisão nos anos 1970, estrelada por Tony Randall e Jack Klugman e teria uma sequência (The Odd Couple II) trinta anos depois, também protagonizada por Matthau e Lemmon.

## Sinopse
Dois amigos decidem moram juntos após o fracasso de seus casamentos, mas logo se arrependem, pois têm personalidade diferente: um é organizado e maníaco por limpeza, e o outro é desorganizado e bagunceiro.

## Elenco principal
- Jack Lemmon - Felix Ungar
- Walter Matthau - Oscar Madison
- John Fiedler - Vinnie
- Herb Edelman - Murray
- David Sheiner - Roy
- Larry Haines - Speed
- Monica Evans - Cecily Pigeon
- Carole Shelley - Gwendolyn Pigeon
- Iris Adrian - Garçonete

## Recepção
O filme foi um sucesso de bilheteria e arrecadou mais de 44,5 milhões de dólares nos Estados Unidos, tornando-se o quarto filme de maior bilheteria de 1968. The Odd Couple recebeu aclamação universal dos críticos, ganhando uma rara aprovação de 100% no Rotten Tomatoes baseada em 34 comentários, com uma média ponderada de 8,11 / 10.
Roger Ebert deu ao filme três estrelas e meia em quatro e elogiou as atuações.

### Indicações e prêmios
| Prêmio             | Categoria                         | Recipiente                        | Resultado |
| ------------------ | --------------------------------- | --------------------------------- | --------- |
| Oscar 1969         | Melhor roteiro adaptado           | Neil Simon                        | Indicado  |
| Oscar 1969         | Melhor edição                     | Frank Bracht                      | Indicado  |
| Globo de Ouro 1969 | Melhor filme - comédia ou musical | Melhor filme - comédia ou musical | Indicado  |
| Globo de Ouro 1969 | Melhor ator - comédia             | Jack Lemmon                       | Indicado  |
| Globo de Ouro 1969 | Melhor ator - comédia             | Walter Matthau                    | Indicado. |